# Hybomitra sachalinesis
Hybomitra sachalinesis är en tvåvingeart som först beskrevs av Matsumura 1911.  Hybomitra sachalinesis ingår i släktet Hybomitra och familjen bromsar. Inga underarter finns listade i Catalogue of Life.